# Eblisia sumatrana
Eblisia sumatrana är en skalbaggsart som först beskrevs av Heinrich Bickhardt 1912.  Eblisia sumatrana ingår i släktet Eblisia och familjen stumpbaggar. Inga underarter finns listade i Catalogue of Life.